# Deus dedit, Deus abstulit: sit nomen Domini benedictum!
La locuzione latina Deus dedit, Deus abstulit: sit nomen Domini benedictum!, tradotta letteralmente, significa Dio ha dato, Dio ha tolto: sia benedetto il nome del Signore! (Giobbe 1,21-22).
Sono le parole pronunciate da Giobbe, uomo felice e di vita intemerata, quando i servi gli annunciano le gravissime sventure piombate all'improvviso sulla sua famiglia: quanto possedeva, buoi, asini, pecore, cammelli, servi e figli sono tutti morti.
La frase si cita per comprendere, in funzione di un più grande disegno divino, le disgrazie della vita.
La frase finale sit nomen Domini benedictum, si usa prima di impartire le benedizioni, in occasioni di messe, preghiere, o incontri.